# 하버드 법학대학원
하버드 로스쿨(Harvard Law School, HLS)은 미국 하버드 대학교의 법학전문대학원이다. 1817년에 설립된 미국에서 가장 오래된 로스쿨이며 세계에서 제일 큰 법률 도서관을 가지고 있다. 3년 J.D.(법무박사), 1년 LL.M.(법학석사)과 S.J.D.(법률과학박사) 과정을 제공한다. 간단하게 정리하자면, 대학교에서 학부, 석사, 박사 과정이 있듯이, 미국 법 교육에서는 J.D., LL.M., S.J.D. 가 있다.
1817년 개교하였으며, 1870년대 당시 로스쿨 학장 크리스토퍼 랑델에 의해 현재의 미국 로스쿨 정규 학과과정이 개발되었다. 또한 강의 중심에서 판례위주의 소크라틱 교수법이 도입되고 전국으로 퍼져 나갔다. 1년에 약 560명의 J.D. 학생들이 입학하며 1학년 학생들은 약 80명씩 7개의 섹션으로 나뉘어서 수업을 듣는다. 현재 194명의 교수진을 보유하고 있다. 2008년부터 명예(Honors)/통과(Pass)/낮은 통과(Low Pass)/낙제(Fail) 제도를 도입하여 학생평가를 하고 있다.
J.D. 학위과정 입학요건은 예일, 시카고와 더불어 가장 까다로우며 2019-2020 원서 접수 기간의 경우 560명 정원에 7,505명의 지원을 받았다. 2020년 가을에 입학한 J.D. 신입생들의 학부 GPA 25th/75th 퍼센타일은 3.78/3.95, 중간값은 3.88이고 LSAT 점수 25th/75th 퍼센타일은 170/175, 중간값은 173이다. 신입생들 중 9%가 외국인이다. 9프로인 이유는 J.D. 과정은 미국 변호사를 위한 학위이기 때문이다. 반면 LL.M. 은 해외법조인들만을 위한 학위이다. LL.M. 신입생들 중 97%가 외국인이다. 
하버드 J.D. 졸업생들은 사법부, 정치계, 정부기관, 대형로펌(biglaw), 학계, 금융, 경영, 대기업 법무팀 등 다양한 분야에 종사하나 대부분 졸업 후 첫 직장은 대형로펌이다. 
하버드의 LL.M.은 이미 고국에서의 법학 학위와 법조계 경력이 있는 해외 법률가들이 입학하는 학위과정이다. 각 나라의 우수한 법조인들이 LL.M. 과정에 입학하며 일반적으로 소속 로펌 혹은 국가로부터 학비 지원을 받는다. S.J.D.는 해외 법학자들이 주로 취득하는 학위이며 하버드에서 LL.M. 과정을 졸업한 학생들 위주로 선발한다.
최근 하버드 로스쿨은 《U.S. 뉴스 & 월드 리포트》가 발행하는 미국 로스쿨 랭킹(2023-24)에서 5위를 기록하였다.  

## 출신 인사

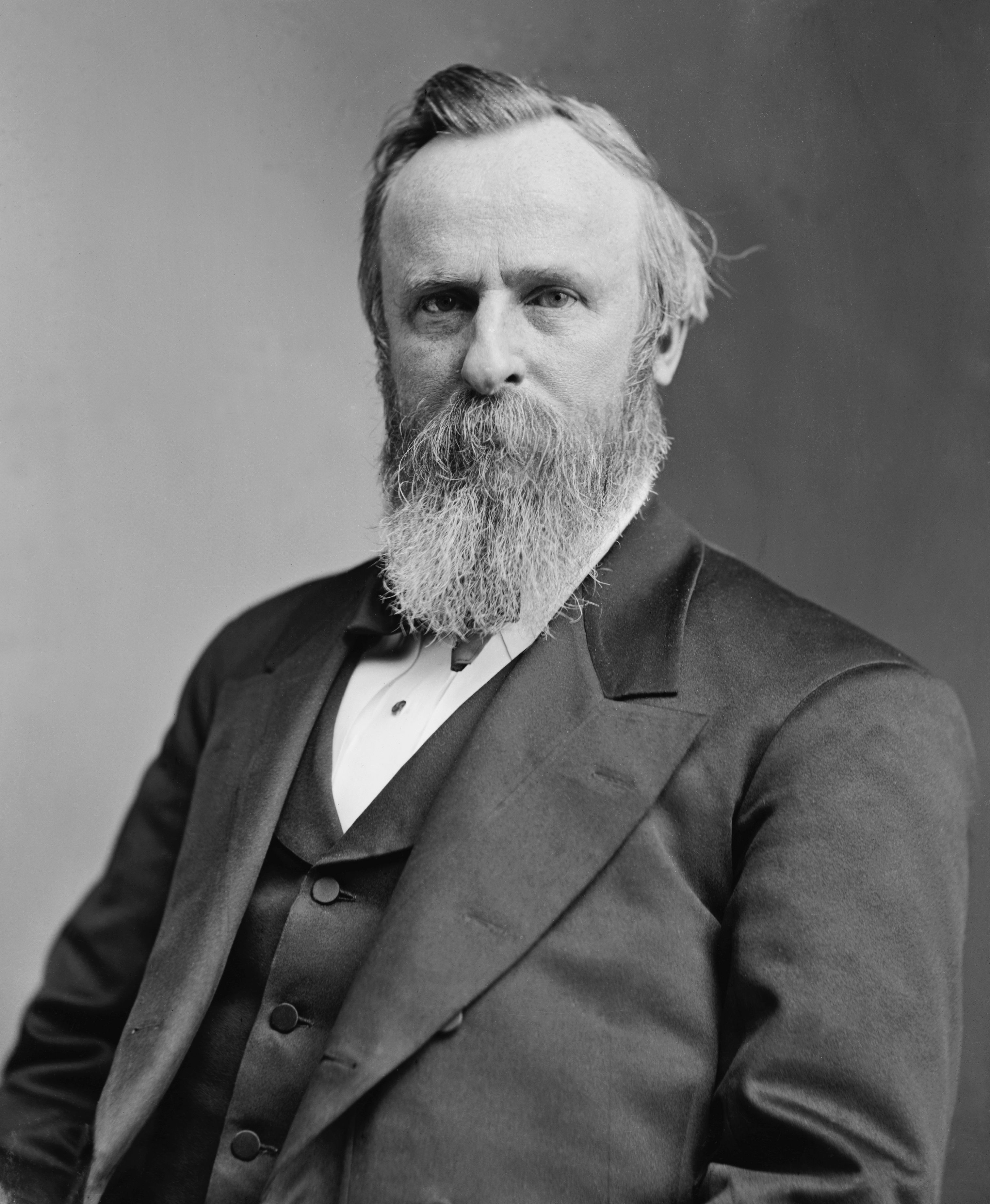
러더퍼드 B. 헤이스

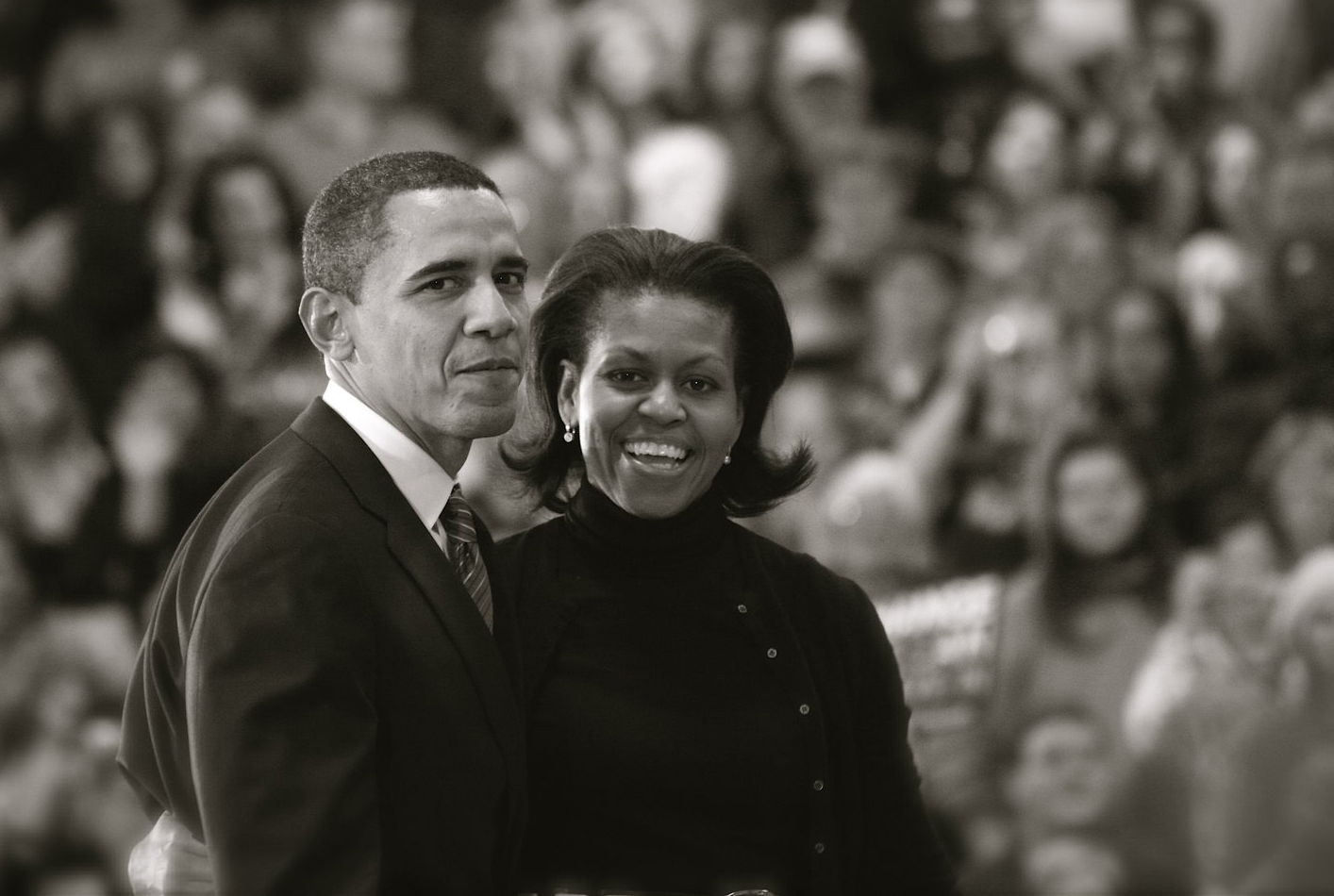
버락 오바마와 미셸 오바마

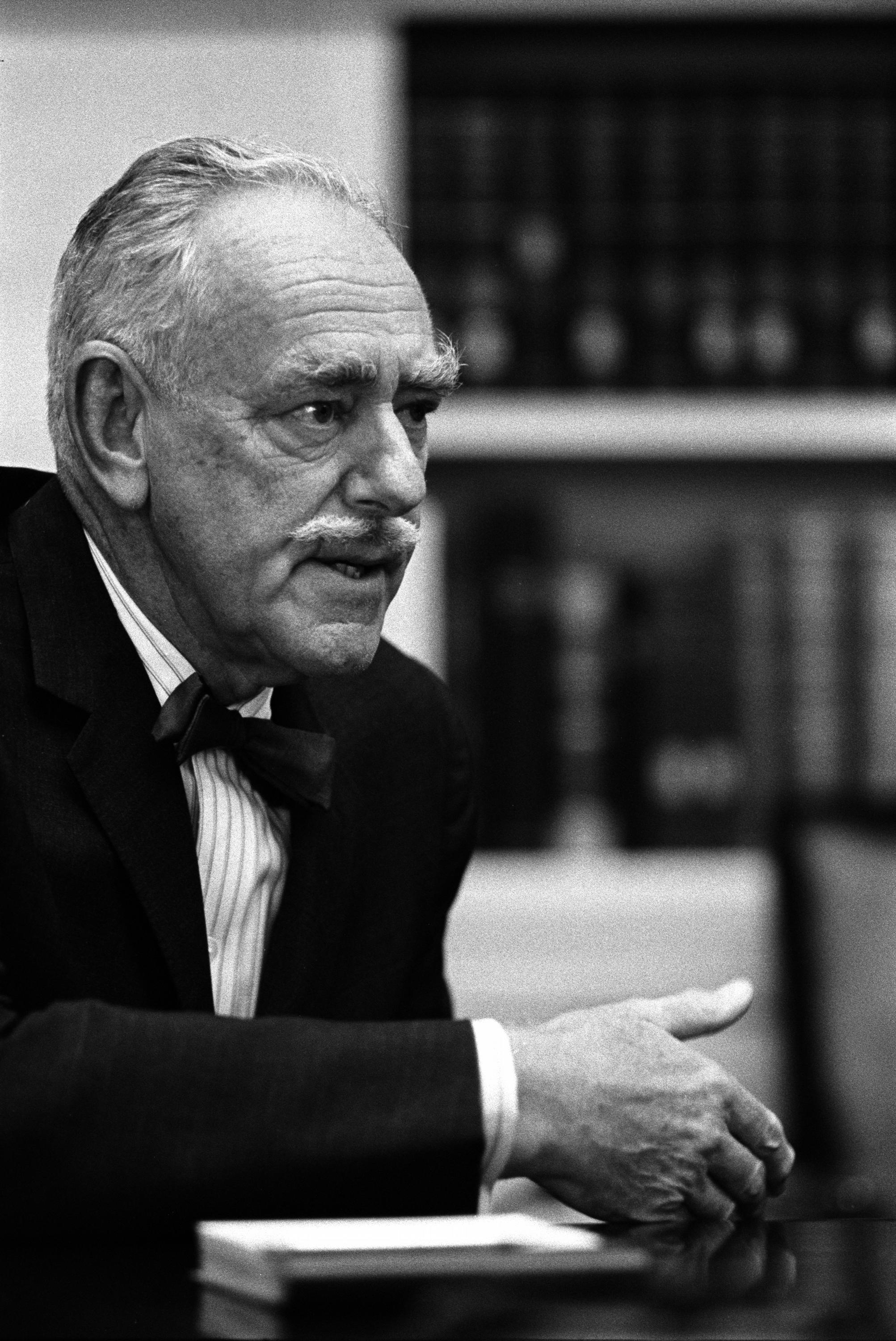
딘 애치슨

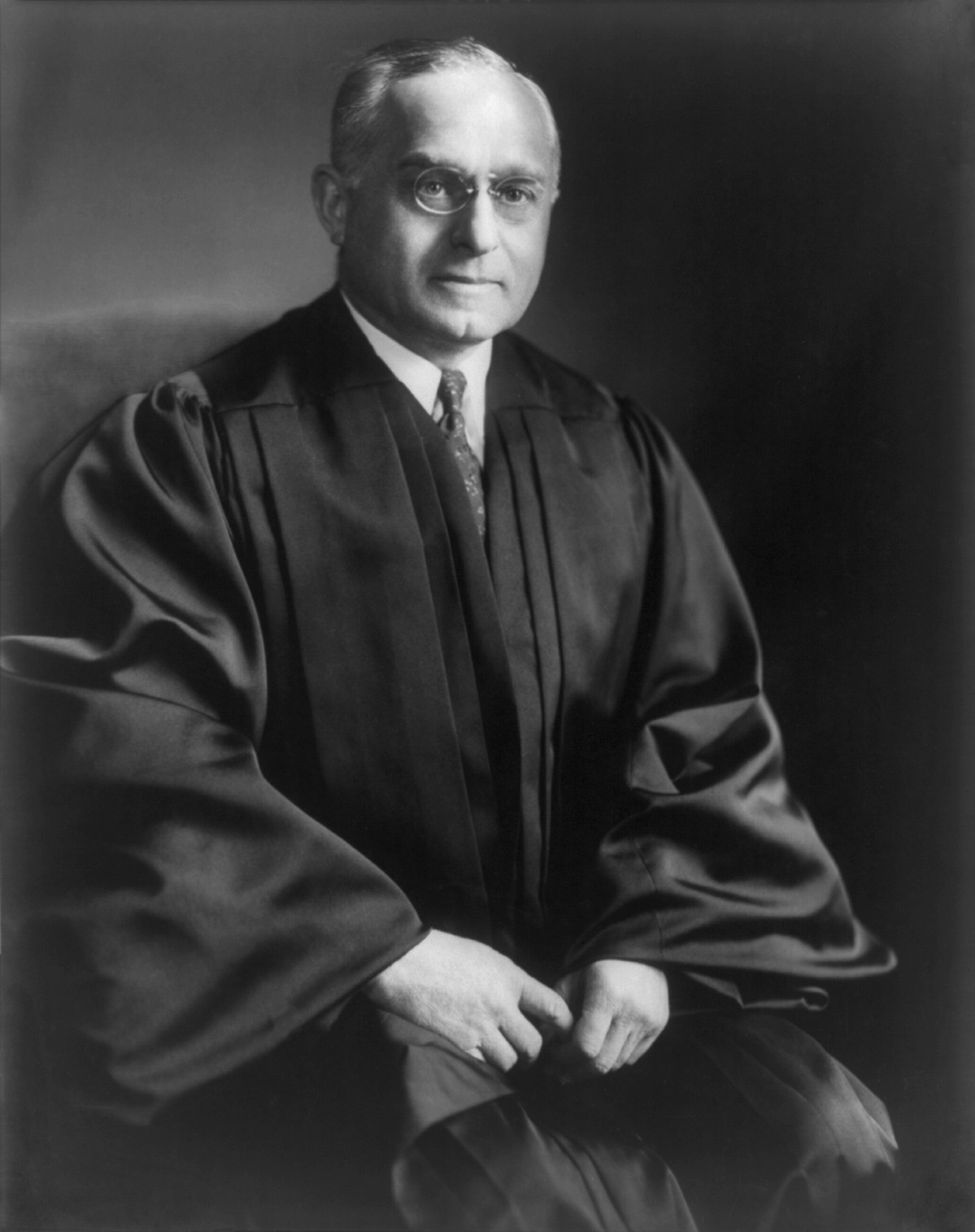
펠릭스 프랭크퍼터

- 존 애덤스 미국 대통령 1797-1801
- 존 퀸시 애덤스 미국 대통령 1825-1829
- 러더퍼드 B. 헤이스 미국 대통령 1877-1881
- 시어도어 루스벨트 미국 대통령 1901-1909
- 존 F. 케네디 미국 대통령 1961-1963
- 조지 W. 부시 미국 대통령 2001-2009
- 버락 오바마 미국 대통령 2009-2017
- 앨 고어 미국 부통령 1993-2001
- 미셸 오바마 영부인 2009-2017
- 메리 로빈슨 (LLM) 아일랜드 대통령 1990-1997
- 마잉주 (SJD) 중화민국 총통 2008-2016
- 뤼슈롄 (LLM) 중화민국 부총통 2000-2008
- 롭상 상가이 (LLM, SJD) 티베트 망명 정부 총리 2011-
- 고무라 주타로 일본 외무대신 1901-1906, 1908-1911
- 딘 애치슨 미국 국무장관 1949-1953
- 마이크 폼페이오 미국 국무장관 2018-
- 로레타 린치 미국 법무장관 2015-
- 서맨사 파워 UN주재 미국대사 2013-2017
- 로버트 졸릭 세계은행 총재 2007-2012
- 올리버 웬들 홈스 2세 연방 대법원 대법관 1902-1932
- 루이스 브랜다이스 연방 대법원 대법관 1916-1939
- 펠릭스 프랭크퍼터[9] 연방 대법원 대법관 1939-1962
- 해리 블랙먼 연방 대법원 대법관 1970-1994
- 안토닌 스칼리아 연방 대법원 대법관 1986-2016
- 루스 베이더 긴즈버그 연방 대법원 대법관 1993-2020
- 스티븐 브라이어[10] 연방 대법원 대법관 1994-
- 앤서니 케네디 연방 대법원 대법관 1998-
- 존 로버츠 연방 대법원장 2005-
- 엘레나 케이건 연방 대법원 대법관 2010-
- 러니드 핸드 법철학자, 연방 제2순회 항소법원 판사 1924-1951
- 리처드 포스너 법경제학자, 연방 제7순회 항소법원 판사 1981-
- 루시 고 캘리포니아 주 북부지방법원 판사 2010-
- 마이클 듀카키스 매사추세츠 주지사 1983-1991
- 밋 롬니 매사추세츠 주지사 2003-2007
- 디벌 패트릭 매사추세츠 주지사 2007-
- 엘리엇 스피처 뉴욕주 주지사 2006-2008
- 제니퍼 그랜홈 미시간주 주지사 2003-2011
- 찰스 섬너 매사추세츠주 연방 상원의원 1851-1874
- 엘리자베스 돌 노스캐롤라이나주 연방 상원의원 2003-2009
- 팀 케인 버지니아주 연방 상원의원 2013-
- 테드 크루즈 텍사스주 연방 상원의원 2013-
- 랠프 네이더 정치활동가
- 로널드 드워킨 철학자, 헌법학자
- 고홍주 예일 로스쿨 학장 2004-2009
- 요하이 벤클러 기술법학자
- 마빈 바우어[11] 맥킨지 & 컴퍼니의 실질적인 설립자
- 로이드 블랭크파인[12] 골드만 삭스 CEO 겸 회장 2006-
- 찰스 멍거[13] 버크셔 해서웨이 부회장 1978-
- 섬너 레드스톤[14] 바이어컴 회장 1987-2016
- 케네스 셔놀트 아메리칸 익스프레스 CEO 겸 회장 2001-
- 롭 맨프레드[15] 메이저 리그 베이스볼 커미셔너 2014-
- 스콧 터로 미국 소설가
- 제임스 B. 도노반[16][17] 냉전 시대 초반에 활약한 변호사/협상가, 영화 《스파이 브릿지》의 주인공
- 김영무 김앤장 법률사무소 설립 겸 대표 변호사
- 조현문 효성 3세
- 김상헌 (LLM) 네이버 CEO 겸 사장 2009-

## 주요 간행물
가장 대표적인 간행물은 미국 법학계 최고의 권위를 자랑하는 하버드 로리뷰(Harvard Law Review)이다. 1학년 2학기 기말고사 직후 일주일 동안 치러지는 치열한 에디팅 & 작문 대회(writing competition)를 성공적으로 마친 우수한 46명의 학생들이 여름에 편집인(editor)으로 선발된다.
그 외에도 하버드 국제법 저널(Harvard International Law Journal), 하버드 법 & 테크놀로지 저널(Harvard Journal of Law & Technology), 하버드 입법 저널(Harvard Journal on Legislation), 하버드 민권-시민자유 저널(Harvard Civil Rights-Civil Liberties Law Review), 하버드 공공정책 저널(Harvard Journal of Law & Public Policy), 하버드 국방 저널(Harvard National Security Journal) 등 여러 학생들에 의해 운영되는 간행물들이 있다.

## 대중문화 속 하버드 로스쿨
하버드 로스쿨이 나오는 영화, 드라마와 소설로는 미국 영화 《하버드 대학의 공부벌레들》, 《러브스토리》, 《금발이 너무해》, 미국 드라마 《하버드 대학의 공부벌레들》, 미국 드라마 《슈츠》, 《하우스 오브 카드》, 한국 드라마 《러브 스토리 인 하버드》이 대표적이다.